# Anomalochrysa raphidioides
Anomalochrysa raphidioides is een insect uit de familie van de gaasvliegen (Chrysopidae), die tot de orde netvleugeligen (Neuroptera) behoort. 
Anomalochrysa raphidioides is voor het eerst wetenschappelijk beschreven door Perkins in Sharp in 1899.